# Радлув (гмина, Тарнувский повет)
Радлув (пол. Radłów) — городско-сельская гмина (волость) в Польше, входит как административная единица в Тарнувский повет, Малопольское воеводство. Население — 9707 человек (на 2004 год).

## Демография
| Перепись                       | Всего   | Всего | Женщины | Женщины | Мужчины | Мужчины |
| ------------------------------ | ------- | ----- | ------- | ------- | ------- | ------- |
| Единицы                        | человек | %     | человек | %       | человек | %       |
| Население                      | 9707    | 100   | 4945    | 50,9    | 4762    | 49,1    |
| Плотность населения (чел./км²) | 112,8   | 112,8 | 57,5    | 57,5    | 55,4    | 55,4    |

## Сельские округа
1. Бискупице-Радловске
2. Бжезница
3. Глюв
4. Ленка-Седлецка
5. Марцинковице
6. Нивка
7. Пшибыславице
8. Радлув
9. Санока
10. Седлец
11. Вал-Руда
12. Воля-Радловска
13. Забава
14. Здрохец

## Соседние гмины
1. Гмина Боженцин
2. Гмина Щурова
3. Гмина Вежхославице
4. Гмина Ветшиховице
5. Гмина Жабно

## Уроженцы
- Казимеж Тумидайский — участник польского сопротивления, погибший в 1947 году в советском лагере для военнопленных.